# Khủng hoảng hiện sinh

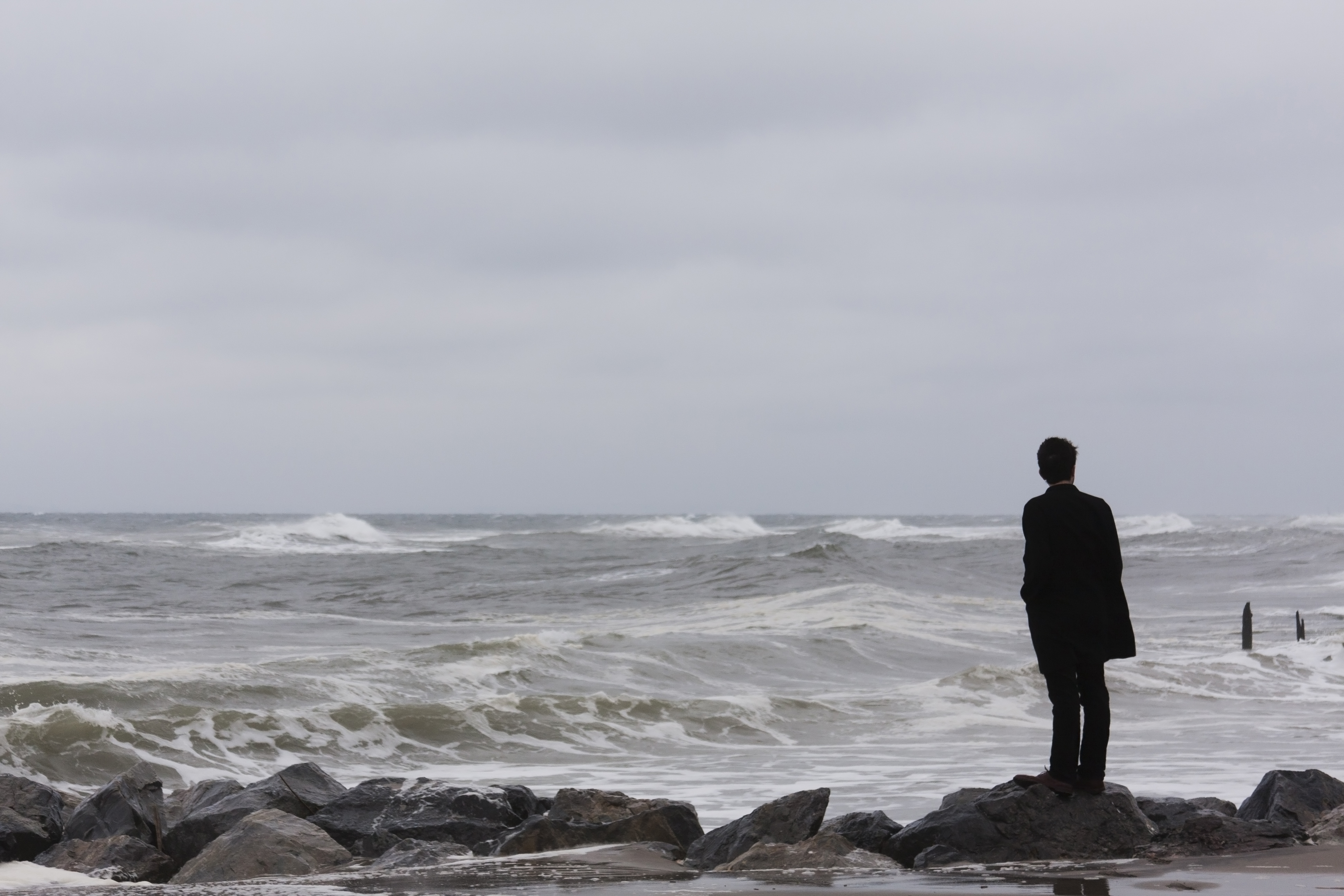
Cảm giác cô đơn và nhạt nhòa khi đối diện với thiên nhiên là một trạng thái thông thường trong các tình huống khủng hoảng hiện sinh.

Trong tâm lý học và tâm lý trị liệu, khủng hoảng hiện sinh là một trạng thái nội tâm mà người ta cảm thấy cuộc sống thiếu ý nghĩa hoặc mất định hướng về bản thân. Đi kèm với khủng hoảng hiện sinh là lo lắng và căng thẳng, gây rối đến hoạt động hàng ngày và có thể dẫn đến trầm cảm. Thái độ tiêu cực này thể hiện quan điểm không tốt về cuộc sống và ý nghĩa, và phản ánh sự khác biệt trong triết học được gọi là chủ nghĩa hiện sinh.
Các thuật ngữ tương đương và liên quan bao gồm sợ hãi hiện sinh, cảm giác trống rỗng hiện sinh, rối loạn tâm thần hiện sinh và sự cô lập. Các khía cạnh khác nhau của khủng hoảng hiện sinh đôi khi có thể được phân loại thành cảm xúc, nhận thức và hành vi. Các cảm xúc liên quan đến sự đau đớn, tuyệt vọng, sự bất lực, cảm giác tội lỗi, lo lắng và cô đơn. Các yếu tố nhận thức bao gồm sự mất đi ý nghĩa, mất đi các giá trị cá nhân và suy nghĩ về cái chết. Bên ngoài, khủng hoảng hiện sinh thường thể hiện qua hành vi nghiện ngập, chống đối xã hội và tự làm tổn thương.